# Equitius rotundum
Equitius rotundum is een hooiwagen uit de familie Triaenonychidae.